# Regering-Valls II
De regering-Valls II (Frans: gouvernement Valls II) was de achtendertigste regering van Frankrijk. Deze regering trad op 26 augustus 2014 aan, nadat de regering-Valls I op 25 augustus haar ontslag had aangeboden aan president Hollande. Dit gebeurde na onenigheid tussen met name Manuel Valls en zijn minister van Economische Zaken Arnaud Montebourg over het te voeren economische beleid. De premier van de regering-Valls II was weer Manuel Valls.
Op 6 december 2016 bood premier Valls zijn ontslag en dat van zijn kabinet aan in verband met zijn wens mee te doen aan de presidentsverkiezingen van 2017. De regering-Valls II werd opgevolgd door de regering-Cazeneuve.

## Samenstelling
De regering-Valls II bestond uit de minister-president (Premier ministre) en zestien ministers met portefeuille (Ministre). De regering kende net als haar voorganger geen ministers-gedelegeerde (Ministre délégué), of ministers van staat (Ministre d'État). De samenstelling kwam grotendeels overeen met de regering-Valls I. Drie ministers werden vervangen en drie staatssecretarissen werden aan de ploeg toegevoegd, waarmee het totaal aantal staatssecretarissen in de regering-Valls II op zeventien kwam.
Christiane Taubira trad op 27 januari 2016 af als minister van Justitie, omdat zij zich niet kon vinden in de plannen van president François Hollande om veroordeelde Franse terroristen met een dubbele nationaliteit hun Franse staatsburgerschap af te nemen. Ze werd opgevolgd door Jean-Jacques Urvoas.
| Ambtsbekleder                     | Ambtsbekleder      | Ambtsbekleder                 | Portefeuille                               | Ambtstermijn     | Ambtstermijn     | Partij         |
| --------------------------------- | ------------------ | ----------------------------- | ------------------------------------------ | ---------------- | ---------------- | -------------- |
|                                   | Manuel Valls       | Manuel Valls (1962)           | Premier                                    | 31 maart 2014    | 6 december 2016  | PS             |
|                                   | Bernard Cazeneuve  | Bernard Cazeneuve (1963)      | Binnenlandse Zaken                         | 31 maart 2014    | 6 december 2016  | PS             |
|                                   | Laurent Fabius     | Laurent Fabius (1946)         | Buitenlandse Zaken                         | 15 mei 2012      | 11 februari 2016 | PS             |
|                                   | Jean-Marc Ayrault  | Jean-Marc Ayrault (1950)      | Buitenlandse Zaken                         | 11 februari 2016 | 14 mei 2017      | PS             |
|                                   |                    | Michel Sapin (1952)           | Financiën                                  | 31 maart 2014    | 14 mei 2017      | PS             |
| Begrotingszaken                   |                    | Michel Sapin (1952)           |                                            | 31 maart 2014    | 14 mei 2017      | PS             |
| Economische Zaken                 | 30 augustus 2016   | Michel Sapin (1952)           |                                            |                  | 14 mei 2017      | PS             |
|                                   |                    | Emmanuel Macron (1977)        | Economische Zaken                          | 26 augustus 2014 | 30 augustus 2016 | O              |
| Industriële Zaken                 |                    | Emmanuel Macron (1977)        |                                            | 26 augustus 2014 | 30 augustus 2016 | O              |
| Digitale Ontwikkeling             |                    | Emmanuel Macron (1977)        |                                            | 26 augustus 2014 | 30 augustus 2016 | O              |
|                                   | Jean-Yves Le Drian | Jean-Yves Le Drian (1947)     | Defensie                                   | 15 mei 2012      | 14 mei 2017      | PS             |
|                                   | Christiane Taubira | Christiane Taubira (1952)     | Justitie                                   | 15 mei 2012      | 26 januari 2016  | Walwari        |
|                                   |                    | Jean-Jacques Urvoas (1959)    | Justitie                                   | 26 januari 2016  | 14 mei 2017      | PS             |
|                                   |                    | Marisol Touraine (1959)       | Volksgezondheid                            | 15 mei 2012      | 14 mei 2017      | PS             |
| Sociale Zaken                     |                    | Marisol Touraine (1959)       |                                            | 15 mei 2012      | 14 mei 2017      | PS             |
|                                   |                    | François Rebsamen (1951)      | Arbeid en Werkgelegenheid                  | 31 maart 2014    | 1 september 2015 | PS             |
|                                   |                    | Myriam El Khomri (1978)       | Arbeid en Werkgelegenheid                  | 1 september 2015 | 14 mei 2017      | PS             |
|                                   |                    | Najat Vallaud-Belkacem (1977) | Onderwijs                                  | 26 augustus 2014 | 14 mei 2017      | PS             |
| Hoger Onderwijs en Wetenschap     |                    | Najat Vallaud-Belkacem (1977) |                                            | 26 augustus 2014 | 14 mei 2017      | PS             |
|                                   |                    | Sylvia Pinel (1977)           | Huisvesting                                | 31 maart 2014    | 11 februari 2016 | PRG            |
| Minister van Ruimtelijke Ordening |                    | Sylvia Pinel (1977)           |                                            | 31 maart 2014    | 11 februari 2016 | PRG            |
|                                   | Emmanuelle Cosse   | Emmanuelle Cosse (1974)       | Huisvesting                                | 11 februari 2016 | 14 mei 2017      | EELV, later PÉ |
| Duurzame Woningbouw               | Emmanuelle Cosse   | Emmanuelle Cosse (1974)       |                                            | 11 februari 2016 | 14 mei 2017      | EELV, later PÉ |
|                                   | Jean-Michel Baylet | Jean-Michel Baylet (1946)     | Ruimtelijke Ordening                       | 11 februari 2016 | 14 mei 2017      | PRG            |
| Lokale Zaken                      | Jean-Michel Baylet | Jean-Michel Baylet (1946)     |                                            | 11 februari 2016 | 14 mei 2017      | PRG            |
|                                   |                    | Stéphane Le Foll (1960)       | Landbouw en Agrarische Zaken               | 15 mei 2012      | 14 mei 2017      | PS             |
|                                   |                    | Ségolène Royal (1953)         | Ecologie, Duurzame Ontwikkeling en Energie | 31 maart 2014    | 14 mei 2017      | PS             |
|                                   |                    | Marylise Lebranchu (1947)     | Publieke Diensten                          | 15 mei 2012      | 11 februari 2016 | PS             |
|                                   |                    | Annick Girardin (1964)        | Publieke Diensten                          | 11 februari 2016 | 14 mei 2017      | PRG            |
| Bestuurlijke Vernieuwing          |                    | Annick Girardin (1964)        |                                            | 11 februari 2016 | 14 mei 2017      | PRG            |
|                                   |                    | George Pau-Langevin (1948)    | Overzeese Gebiedsdelen                     | 31 maart 2014    | 30 augustus 2016 | PS             |
|                                   | Ericka Bareigts    | Ericka Bareigts (1967)        | Overzeese Gebiedsdelen                     | 30 augustus 2016 | 14 mei 2017      | PS             |
|                                   |                    | Fleur Pellerin (1973)         | Cultuur en Communicatie                    | 26 augustus 2014 | 11 februari 2016 | PS             |
|                                   | Audrey Azoulay     | Audrey Azoulay (1972)         | Cultuur en Communicatie                    | 11 februari 2016 | 14 mei 2017      | PS             |
|                                   |                    | Patrick Kanner (1957)         | Jeugd en Sport                             | 26 augustus 2014 | 14 mei 2017      | PS             |
| Stedelijke Ontwikkeling           |                    | Patrick Kanner (1957)         |                                            | 26 augustus 2014 | 14 mei 2017      | PS             |
|                                   | Laurence Rossignol | Laurence Rossignol (1957)     | Gezin                                      | 11 februari 2016 | 14 mei 2017      | PS             |
| Emancipatie en Gelijkheid         | Laurence Rossignol | Laurence Rossignol (1957)     |                                            | 11 februari 2016 | 14 mei 2017      | PS             |

### Staatssecretarissen
| Ambtsbekleder | Ambtsbekleder    | Ambtsbekleder        | Portefeuille                                                               | Partij | Opmerkingen                               |
| ------------- | ---------------- | -------------------- | -------------------------------------------------------------------------- | ------ | ----------------------------------------- |
|               |                  | Jean-Marie Le Guen   | Parlementaire zaken                                                        | PS     |                                           |
|               | Thomas Thévenoud | Thomas Thévenoud     | Buitenlandse handel, Bevordering van toerisme en Fransen in het buitenland | PS     | tot 4 september 2014                      |
|               |                  | Matthias Fekl        | Buitenlandse handel, Bevordering van toerisme en Fransen in het buitenland | PS     | vanaf 4 september 2014                    |
|               |                  | Harlem Désir         | Europese zaken                                                             | PS     |                                           |
|               |                  | Annick Girardin      | Ontwikkeling en Franse taal                                                | PRG    | tot 11 februari 2016                      |
|               |                  | André Vallini        | Ontwikkeling en Franse taal                                                | PS     | vanaf 11 februari 2016                    |
|               |                  | Alain Vidalies       | Transport, Zee en Visserij                                                 | PS     |                                           |
|               |                  | Geneviève Fioraso    | Hoger onderwijs en Onderzoek                                               | PS     | tot 5 maart 2015                          |
|               |                  | Thierry Mandon       | Hoger onderwijs en Onderzoek                                               | PS     | vanaf 17 juni 2015                        |
|               |                  | Christian Eckert     | Begroting                                                                  | PS     |                                           |
|               |                  | Carole Delga         | Handel, Nijverheid, Consumenten en Sociale economie en Solidariteit        | PS     | tot 17 juni 2015                          |
|               |                  | Martine Pinville     | Handel, Nijverheid, Consumenten en Sociale economie en Solidariteit        | PS     | vanaf 17 juni 2015                        |
|               |                  | Axelle Lemaire       | Digitale economie                                                          | PS     |                                           |
|               |                  | Kader Arif           | Veteranen                                                                  | PS     | tot 21 november 2014                      |
|               |                  | Jean-Marc Todeschini | Veteranen                                                                  | PS     | vanaf 21 november 2014                    |
|               |                  | André Vallini        | Territoriale hervorming                                                    | PS     | tot 11 februari 2016                      |
|               |                  | Laurence Rossignol   | Gezin, Ouderen en Autonomie                                                | PS     | tot 11 februari 2016                      |
|               |                  | Pascale Boistard     | Gezin, Ouderen en Autonomie                                                | PS     | vanaf 11 februari 2016                    |
|               |                  | Ségolène Neuville    | Invaliden en de Strijd tegen uitsluiting                                   | PS     |                                           |
|               |                  | Thierry Braillard    | Sport                                                                      | PRG    |                                           |
|               |                  | Thierry Mandon       | Staatshervorming en vereenvoudiging                                        | PS     | tot 17 juni 2015                          |
|               |                  | Clotilde Valter      | Staatshervorming en vereenvoudiging                                        | PS     | van 17 juni 2015 tot 11 februari 2016     |
|               |                  | Jean Vincent Placé   | Staatshervorming en vereenvoudiging                                        | PÉ     | vanaf 11 februari 2016                    |
|               |                  | Pascale Boistard     | Vrouwenrechten                                                             | PS     | tot 11 februari 2016                      |
|               |                  | Myriam El Khomri     | Stadspolitiek                                                              | PS     | tot 2 september 2015                      |
|               |                  | Hélène Geoffroy      | Stadspolitiek                                                              | PS     | vanaf 11 februari 2016                    |
|               |                  | Barbara Pompili      | Biodiversiteit                                                             | PÉ     | vanaf 11 februari 2016                    |
|               |                  | Ericka Bareigts      | Gelijkheid                                                                 | PS     | van 11 februari 2016 tot 30 augustus 2016 |
|               |                  | Juliette Méadel      | Slachtofferhulp                                                            | PS     | vanaf 11 februari 2016                    |
|               |                  | Estelle Grelier      | Lokale overheden                                                           | PS     | vanaf 11 februari 2016                    |